# Blauwe Hoek
De Blauwe Hoek is een plein in de Vlaams-Brabantse stad Leuven in België. Het is gelegen op het kruispunt van de Brusselsestraat, Goudsbloemstraat en Riddersstraat. Het plein bestaat sinds de Middeleeuwen. In de Middeleeuwen had de Brusselsestraat twee namen aan het plein: de weg naar het centrum was de Bieststraat en de weg naar de ringmuur was de Wijngaardstraat.
De naam Blauwe Hoek is een verbastering van Blijde Hoek, wat te maken had met de talrijke brouwerijen in de Brusselsestraat.
Het plein huisvestte in de Middeleeuwen de wolmarkt.

## Gasthuis
Op het plein bevond zich eeuwenlang het Sint-Laurentiusgasthuis, met name van 1290 tot 1800. Het gasthuis was tot 1700 eigendom van de kerkelijke overheid en gelegen aan de hoek Brusselsestraat/Goudsbloemstraat. Op haar hoogtepunt kende het gasthuis een kapel en slaapplaats voor tien bedden. In het jaar 1700 schonk aartsbisschop de Precipiano het gasthuis aan de parochie van Sint-Jacob; het was op dat ogenblik een nachtasiel. De Precipiano vond dat het gasthuis dronkaards, bedelaars en mensen van slechte zeden huisvestte. In 1806 stortten de kapel en een deel van het gasthuis in. Tot het einde van de 19e eeuw waren er nog resten van de slaapzaal te vinden aan de Blauwe Hoek.